# 153.ª Brigada Mixta (Ejército Popular de la República)
La 153.ª Brigada Mixta fue una unidad del Ejército Popular de la República que tomó parte en la Guerra Civil Española. Formada por la antigua columna «Tierra y Libertad», tomó parte en las batalles de Belchite, Aragón o Segre.

## Historial
La unidad fue creada en junio de 1937, en el frente de Aragón, a partir de la militarización de la columna «Tierra y Libertad». También se le habrían unido elementos de variada procedencia, como el «Batallón de la Muerte» o antiguos poumistas de la 29.ª División. Para la jefatura de la unidad fue nombrado el mayor de milicias Antonio Seba Amorós, mientras que el anarquista Francisco Señer Martín fue nombrado comisario político. Durante los primeros meses pasó por un periodo de formación. Más adelante, la 153.ª Brigada Mixta quedaría integrada en la 24.ª División del XII Cuerpo de Ejército.
La unidad tomó parte en la batalla de Belchite. Destinada en la retaguardia, en Caspe, la 153.ª BM fue llamada para intervenir en la nueva ofensiva republicana. Tras tener algunas dificultades, el 28 de agosto logró penetrar en Belchite por la carretera de Mediana. A partir del 5 de septiembre la unidad, junto a la 32.ª Brigada Mixta, quedó a cargo del cerco de Belchite. Los últimos focos de resistencia continuaron hasta el día siguiente, cuando se rindieron. Durante los siguientes meses permaneció inactiva.
A comienzos de marzo de 1938 la unidad se encontraba desplegada por el sector de Fuendetodos-Azuara-Herrera, contando para entonces con unos efectivos humanos de 2970 hombres. La 153.ª Brigada Mixta se encontraba situada en el eje del ataque enemigo, debiendo resistir el grueso de la ofensiva enemiga. Consecuencia de ello, la brigada quedó destrozada y debió retirarse; el mando de la unidad, Seba, fue expedientado y destituido. Los restos de la brigada quedaron totalmente dispersos al Norte del Ebro, quedando brevemente integrados en la Agrupación autónoma del Ebro. El 19 de abril la 153.ª BM se encontraba desplegada en Valdomá, pasando a integrarse en la 30.ª División del XI Cuerpo de Ejército. La jefatura de la unidad pasó al mayor de milicias Antonio Núñez Balsera, contando con el capitán Emilio Callizo Val como jefe de Estado Mayor.
El 13 de agosto participó en la ofensiva sobre la cabeza de puente de Villanueva de la Barca, relevando a la 3.ª Brigada Mixta; cuatro días más tarde la 153.ª BM cruzó el río Segre, tras sufrir fuertes pérdidas. Uno de los batallones del a unidad llegó a tomar parte en la batalla del Ebro.
Durante la Campaña de Cataluña intervino en algunas acciones, si bien tuvo un papel poco relevante.
Tuvo una publicación realizada en marzo de 1938 titulada Nueva Era Archivado el 8 de octubre de 2020 en Wayback Machine..

## Mandos
Comandantes
- Mayor de milicias Antonio Seba Amorós, de la CNT;
- Mayor de milicias Antonio Teresa Miguel, de la CNT;
- Mayor de milicias Félix Arano Malaxechevarría, del PCE;
- Mayor de milicias Felipe Frechilla Simón, del PCE;
- Mayor de milicias Antonio Núñez Balsera, del PCE;
- Mayor de milicias Antonio Ferrándiz García, de la CNT;

Comisarios
- Francisco Señer Martín, de la CNT;[9]
- Justiniano Villaverde Ramos, de la CNT;
- Antonio Garulo Sancho, del Partido Socialista Obrero Español;
- Enrique Rigabert Martín, del Partido Socialista Obrero Español;
- Teodoro Carrascat, del PCE;
- Arturo Quintana.